# 유벽강 (종정)
유벽강(劉辟強, 기원전 164년 ~ 기원전 85년)은 전한 중기의 황족이자 관료로, 자는 소경(少卿)이다. 초원왕 유교의 손자며 홍의후 유부의 아들이다.

## 행적
아들 유덕이 조정에 발탁된 후, 시원 2년(기원전 85년)에 광록대부에 임명되고 수(守)장락위위를 지냈다. 같은해에 종정에 임명되었으나, 몇 달 후 죽었다.

## 출전
- 반고, 《한서》
  - 권7 소제기
  - 권19하 백관공경표 下
  - 권36 초원왕전

| 전임 유장락 | 전한의 종정 기원전 85년 | 후임 유덕 |